# Conflicto en Sinkiang
El conflicto en Sinkiang es un conflicto entre miembros de grupos separatistas de la etnia uigur en la provincia de Sinkiang en el oeste de la República Popular China (RPC) y el poder central de Pekín.
Dentro de los grupos separatistas destaca principalmente el Movimiento por la Independencia de Turquestán oriental, el cual reclama que la región pertenece originalmente a Turquestán Oriental (Primera y Segunda República del Turquestán Orienta) y no a China. Históricamente la región cayó en posesión de la República Popular China tras la finalización de la guerra civil y la proclamación de la RPC el 1 de octubre de 1949. El movimiento separatista es liderado principalmente por organizaciones islamistas turcas que han provocado varios incidentes involucrando la muerte de decenas de civiles.
En los últimos años, la política del gobierno ha estado marcada por la vigilancia masiva, el aumento de las detenciones y un sistema de campos de internamiento, donde se estima que son albergados más de un millón de uigures y miembros de otros grupos étnicos minoritarios. Estas medidas han sido denominadas por algunas organizaciones de derechos humanos, activistas, académicos y funcionarios gubernamentales como «genocidio uigur».

## Contexto histórico
Las tensiones continúan en la región debido a las aspiraciones independentistas de los uigures y a lo que Amnistía Internacional y Human Rights Watch describen como represión por parte de la cultura Han. Por el contrario, muchos chinos de etnias diferentes a la Han perciben la política de autonomía étnica de la RPC como discriminatoria contra ellos. Los defensores de la independencia consideran que el gobierno chino sobre Sinkiang es una forma de imperialismo. Estas tensiones resultan ocasionalmente en graves incidentes y violentos choques, como el Éxodo de los Kazajos de Sinkiang (1962), durante el cual 60.000 refugiados huyeron a la Unión Soviética; los disturbios de la ciudad de Baren (5 de abril de 1990) en los que murieron cincuenta personas; el disturbio de Gulja (5 de febrero de 1997) que tuvo como resultado al menos 9 muertos o los autobuses bomba de Ürümqi (25 de febrero de 1997), con 9 muertos y 68 heridos. El 4 de agosto de 2008 murieron al menos 16 personas en Kashgar, supuestamente a manos de grupos separatistas islamistas, según la agencia oficial Xinhua.

## Cronología

### Eventos iniciales
Las tensiones resultaron en incidentes y choques en el Éxodo de los Kazajos de Sinkiang (1962). Entre 1964 y 1996 el régimen chino llevó a cabo más de 40 pruebas de bombas nucleares al aire libre en Sinkiang, según Scientific American. Algunos expertos estiman que 194 000 personas pudieron morir por la exposición a la radiación.

### Década de 1990
En la década de 1990 se produjeron los disturbios de la ciudad de Baren (5 de abril de 1990) en los que murieron cincuenta personas; el disturbio de Gulja (5 de febrero de 1997) que tuvo como resultado al menos 9 muertos o los autobuses bomba de Ürümqi (25 de febrero de 1997), con 9 muertos y 68 heridos.
Según La Gran Época, muchas de las aflicciones de los musulmanes en China pasan totalmente inadvertidas en la comunidad internacional, desde las ejecuciones a disidentes políticos a la destrucción de mezquitas y la disminución del lenguaje uigur enseñado en las escuelas uigures.
Desde 1991, la industria médica china ha estado extrayendo órganos vitales a prisioneros uigures con vida.

### Últimos años
El 4 de agosto de 2008 murieron al menos 16 personas en Kashgar, supuestamente a manos de grupos separatistas islamistas, según la agencia del gobierno Xinhua.
En julio de 2009, enfrentamientos interétnicos entre uigures y han causaron casi 160 muertos y más de mil heridos. Las autoridades locales calificaron los disturbios como los peores desde la fundación de la Nueva China, en 1949. El 2 de marzo de 2014 un grupo de desconocidos ingresó portando cuchillos y dagas a la estación de trenes de Kunming, provocando la muerte de 34 personas e hiriendo a más de 140 civiles. El gobierno central de China culpó a miembros de grupos separatistas de Sinkiang.
El 22 de mayo de 2014 ocurrió un ataque a un mercado de Urumchi, que causó 43 muertos, incluyendo a cuatro atacantes, y 94 heridos, haciendo de este el ataque más mortífero del conflicto en Sinkiang.
Desde abril de 2015, y a pesar de las profundas raíces culturales y religiosas de la población, las autoridades chinas obligaron a los comerciantes del poblado de Laskuy, en el municipio de Hotan, a vender alcohol y tabaco en sus establecimientos. Este tipo de prácticas no son aisladas dentro del afán del gobierno chino por mermar la cultura tradicional uigur.